# Zombiepornografi
Zombiepornografi är en subgenre inom pornografin.
Genren kombinerar skräckelement ur zombiegenren med ofta hårdpornografiskt[källa behövs] material. Exempel på zombieporr är porrfilmen Porn of the Dead (2006) och Otto; or, Up with Dead People.